# Saulbach (Erms)
Der Saulbach ist ein über zwei Kilometer langer rechter Zufluss der mittleren Erms im Landkreis Reutlingen in Baden-Württemberg, der zwischen Dettingen an der Erms und dem Stadtteil Neuhausen an der Erms von Metzingen von rechts und etwa Norden mündet.

## Geographie

### Verlauf
Die höchste Quelle des Saulbachs liegt auf etwa 480 m ü. NHN auf der Westseite und unter der L 1241 gegenüber dem Ortsrand des Dorfes Kappishäusern der Gemeinde Neuffen im Landkreis Esslingen. Zunächst fließt er knapp einen halben Kilometer westlich in einer Klinge in den Wald, nimmt dabei zwei kleine Zuflüsse von rechts auf und kehrt sich dann etwa an der Kreisgrenze zwischen Neuffen und der Stadt Metzingen im Landkreis Reutlingen auf hinfort sehr beständigen Südlauf. Zunächst weiter im Hofwald nimmt er weitere Zuflüsse aus Seitenklingen auf, danach außerhalb in baumreicher offener Flur bald nacheinander den Gelbenhäldlesbach von rechts, den Spadelbach von links, den Sackbach von rechts und zuletzt einen Bach von links von der Rössleshalde, die alle weniger als einen Kilometer lang sind. Dann unterquert er die Ermstalbahn, beendet seinen Lauf auf dem flachen rechten Flusshang und mündet dann auf etwa 371 m ü. NHN von rechts in die mittlere Erms.
Der Saulbach mündet nach einem 2,3 km langen Lauf mit mittlerem Sohlgefälle von etwa 48 ‰ ungefähr 108 Höhenmeter unter seiner obersten Quelle.

### Einzugsgebiet
Das Einzugsgebiet des Saulbachs ist 1,9 km² groß und liegt, naturräumlich gesehen, fast zur Gänze im Unterraum Neuffen-Vorberge des Mittleren Albvorlandes; nur ein kleiner Zwickel in seinem Nordosteck reicht gerade noch bis auf den südwestlichen Nebengipfels des Sporns Jusi der Mittleren Kuppenalb, wo der mit 642,5 m ü. NHN höchste Punkt liegt.
Es grenzen reihum die Einzugsgebiete folgender Nachbargewässer an:
- Im Norden liegt das Quellgebiet der Autmut, die nach der Erms in den Neckar mündet;
- im Osten fließt nahe der Nitzenbach etwa parallel wenig aufwärts in die Erms;
- das Gebiet jenseits der westlichen Wasserscheide entwässert überwiegend der Spalerbach zur abwärtigen Erms;
- im Nordwesten konkurriert ein Nebenbach des Lindenbachs, eines noch tieferen Erms-Zuflusses.

Eine mit nur 510,3 m ü. NHN deutlich kleinere Höhe erreicht der Hofbühl am Südwesteck des Einzugsgebietes über dem Ermstal. Diese Kuppe ist, wie ihr größerer Bruder Jusi, ein vulkanischer Härtling aus der Zeit des Schwäbischen Vulkans im Miozän, dessen Kern ein erstarrter Vulkanschlot ist. Außer den vulkanischen Basalten, die dort und an wenigen weiteren Stellen nachgewiesen sind oder vermutet werden, stehen sonst im Einzugsgebiet überwiegend Schichten des Braunjuras an. Vom unteren Jusihang herab folgen durch das Dorf Kappishäusern in schneller Folge Ornatenton-Formation, Dentalienton-Formation, Hamitenton-Formation und Ostreenkalk-Formation, in dessen Grenzbereich zur darunter liegenden Wedelsandstein-Formation die oberste Quelle liegt, wenige weitere Quellen im Wedelsandstein selbst. Der größte Teil des Laufs und fast alle Zuflüsse liegen aber in der noch tieferen Achdorf-Formation, die im größten Teil des Einzugsgebietes ansteht. Am flachen unteren Flusshang und im Ermstalgrund liegen Terrassensedimente des Flusses, großflächig überlagert von holozänen Abschwemmmassen.
Das obere Einzugsgebiet liegt in der Gemarkung Kappishäusern der Gemeinde Neuffen im Landkreis Esslingen, das untere im Landkreis Reutlingen, überwiegend in der Stadtteilgemarkung Neuhausen an der Erms von Metzingen, zum kleineren Teil im Gemeindegebiet von Dettingen an der Erms. Der Bach durchfließt nach der Kreisgrenze erst ein größeres Stück Neuhausener, dann ein kleineres Stück Dettinger Gemarkung und ist zum Schluss Grenzbach zwischen beiden. Der einzige Siedlungsplatz im Einzugsgebiet ist das Dorf Kappishäusern.

### Zuflüsse
Liste der Zuflüsse von der Quelle zur Mündung. Gewässerlänge, Einzugsgebiet und Höhe nach den entsprechenden Layern auf der Onlinekarte der LUBW. Andere Quellen für die Angaben sind vermerkt.
Oberste Quelle des Saulbach auf etwa 480 m ü. NHN unter der Dettinger Straße (L 1241) am Westrand von Neuffen-Kappishäusern.
- (Etwa ein Dutzend Klingenzuflüsse), von links und rechts auf etwa 495–405 m ü. NHN in dessen nördlicher Fortsetzung in die Kappishäuserner Gemarkung und dann im Hofwald, alle unter 0,4 km.[LUBW 8][LUBW 3] Die meisten Quellen liegen auf einer Höhe um etwa 450 m ü. NHN und oft in der Nähe des Waldrandes zur Flur.
- Gelbenhäldlesbach[LUBW 5], von rechts und Westen auf etwa 395 m ü. NHN gegenüber der Südspitze des Hofwaldes, 0,4 km und unter 0,2 km². Entsteht auf etwa 435 m ü. NHN und begrenzz das Hangflurgewann Gelbenhäldlesbach im Süden.
- Sackbach, 0,3 km und ca. 0,1 km². Entsteht auf unter 420 m ü. NHN nahe bei einigen Großställen am Ostsüdostanfall des Hofbühls
- Spadelbach, von links und Nordosten auf 387,7 m ü. NHN[LUBW 9] weniger als hundert Meter nach dem vorigen unter der nördlichen Rössleshalde, 0,8 km und ca. 0,3 km². Entsteht auf etwa 470 m ü. NHN in den Langen Äckern südlich von Kappishäusern.
- (Bach von der Rössleshalde), von links und Osten auf etwa 385 m ü. NHN noch vor dem Steigenfuß des Wirtschaftswegs von den genannten Ställen herab, über 0,2 km und unter 0,1 km². Entsteht auf etwa 420 m ü. NHN auf der Rössleshalde.

Mündung des Saulbachs von rechts und Norden auf ca. 372 m ü. NHN auf der Gemeindegrenze Dettingen an der Erms zur Stadtteilgemarkung von Metzingen-Neuhausen an der Erms in die mittlere Erms. Der Saulbach ist 2,3 km lang und hat ein 1,9 km² großes Einzugsgebiet.

## Hochwasserschutz
Zum besseren Hochwasserschutz wurde im Oktober 2010 der Bachdurchlass unterhalb der Ermstalbahn vergrößert und der Bach renaturiert.

### LUBW
Amtliche Online-Gewässerkarte mit passendem Ausschnitt und den hier benutzten Layern: Lauf und Einzugsgebiet des Saulbachs

Allgemeiner Einstieg ohne Voreinstellungen und Layer: Daten- und Kartendienst der Landesanstalt für Umwelt Baden-Württemberg (LUBW) (Hinweise)
1. 1 2  Höhe nach dem Höhenlinienbild auf dem Hintergrundlayer Topographische Karte.
2. ↑  Höhe nach grauer Beschriftung auf dem Hintergrundlayer Topographische Karte.
3. 1 2 3 4  Länge nach dem Layer Gewässernetz (AWGN).
4. 1 2  Einzugsgebiet nach dem Layer Basiseinzugsgebiet (AWGN).
5. 1 2  Der Bach heißt den Layern Gewässernetz (AWGN) und Gewässername zufolge Gelbenhändlesbach. Da das angrenzende Gewann auf dem Hintergrundlayer Topographische Karte Gelbenhäldlesbach (mit dem Diminutiv des schwäbischen Wortes Halde = Hang) heißt, enthält der amtliche Name wohl einen Schreibfehler.
6. 1 2  Höhe nach schwarzer Beschriftung auf dem Hintergrundlayer Topographische Karte.
7. ↑  Einzugsgebiet abgemessen auf dem Hintergrundlayer Topographische Karte.
8. ↑  Länge abgemessen auf dem Hintergrundlayer Topographische Karte.
9. ↑  Höhe nach blauer Beschriftung auf dem Hintergrundlayer Topographische Karte.

### Andere Belege
1. ↑  Friedrich Huttenlocher, Hansjörg Dongus: Geographische Landesaufnahme: Die naturräumlichen Einheiten auf Blatt 170 Stuttgart. Bundesanstalt für Landeskunde, Bad Godesberg 1949, überarbeitet 1967. → Online-Karte (PDF; 4,0 MB)
2. ↑  Hansjörg Dongus: Geographische Landesaufnahme: Die naturräumlichen Einheiten auf Blatt 171 Göppingen. Bundesanstalt für Landeskunde, Bad Godesberg 1961. → Online-Karte (PDF; 4,3 MB)
3. ↑  Geologie nach den Layern zu Geologische Karte 1:50.000 auf: Mapserver des Landesamtes für Geologie, Rohstoffe und Bergbau (LGRB) (Hinweise)
4. ↑  Hochwasserschutz nach der Bauankündigungsseite vom 14. Oktober 2010 bei www.erms-neckar-bahn.de